# Dardust
Dario Faini, conocido con el nombre artístico Dardust (Ascoli Piceno, 17 de marzo de 1976), es un músico, pianista, compositor y productor discográfico italiano.
Inicia su carrera de músico a inicios de los 2000, especializándose posteriormente como compositor, pianista e productor electrónico. Paralelamente a su actividad solista, ha participado principalmente como autor en trabajos de cantantes italianos como Annalisa, Emma, Rancore, Fedez, Marco Mengoni, Luca Carboni, Fiorella Mannoia, Cristiano De André, Francesco Renga, Levante, Francesca Michielin, Lorenzo Fragola, Irene Grandi, Alessandra Amoroso, Marco Carta, Antonino, Thegiornalisti, Elisa, Elodie, Rossana Casale, Edoardo Bennato, Fabri Fibra, Ex-Otago, Mahmood, Selton, Rkomi, Jovanotti y Sfera Ebbasta.

## Biografía

### Los inicios
Dario Faini empieza a los nueve años los estudios de piano clásico en el instituto musical “Gaspare Spontini” de Ascoli Piceno, su ciudad natal. A la vez, comienza a interesarse por la música pop, empezando a escribir canciones siguiendo la tendencia electrónica europea.

### Carrera solista como Dario Dust y los Elettrodust
La experiencia en este campo se consolida a principios del 2000 con la salida de su primer álbum demo como solista, utilizando el nombre artístico Dario Dust. En el 2000 nace la banda Elettrodust que asiste al Festival Italiano del rock emergente Sotterranea venciendo ese año el título de mejor grupo, mejor habilidad técnica, mejor cantante y tecladista para Dario Dust. Nuevamente el éxito se repite con la victoria del mismo festival en el 2001. La banda, constituida además por los guitarristas Cristian Regnicoli y Corrado De Paoli, el bajista Jury Capriotti, el baterista Daniele De Pietro y el vocalista Paolo Romersa participa a los festivales Rock No Stop, Notte Rock Festival, Fuori Tempo y Spazio Giovani. Dario Dust resulta por más de seis meses el artista emergente más votado en la web del mensuario Rockstar mientras el mismo año produce el primer disco, el homónimo Elettro Dust. Abre los conciertos de Elisa, Quintorigo y Afterhours y en el 2002 es telonero oficial de la gira italiana de Jimmy Somerville.
En el 2003 empieza la producción del primer proyecto discográfico en italiano, en colaboración con el productor milanés Marco Forni y el primer single "Blu" distribuido por Sony Music. Los Elettrodust abren conciertos de Vasco Rossi, Planet Funk, Morgan, Afterhours y Línea77 y en el 2004 Dario con la banda publica el primer álbum My personal rave con el sencillo-test The right crash, escrito en italiano y remixado por el DJ Mario Fargetta. Fargetta lo estrena en Radio Deejay y el sencillo es distribuido por la Self en toda Europa. El cantautor Mario Nunziante, salido del programa televisivo Amici di Maria De Filippi, interpreta su canción Ogni istante che vivrai, que da el nombre al EP entrado inmediatamente al 15º puesto de la lista FIMI.

### Autor y compositor para otros cantantes
En 2006 firma un contrato como autor con Universal Music Publishing que le permite colaborar en la escritura y la composición de canciones para varios artistas del panorama musical italiano.
La primera colaboración llega en el 2007, escribe junto a Irene Grandes la canción "Le tue parole" interpretado por ella misma y de la cual es el compositor único de la música; y se ocupa también de la banda sonora del cortometraje "Dress!", ganador de varios premios en festivales italianos y europeos y concursa en los premios David de Donatello.
En el 2010 escribe y compone con Antonio Galbiati Il mondo in un secondo para Alessandra Amoroso, canción que da el nombre al álbum multiplatino y a las dos giras subsiguientes y con Roberto Casalino la música de Con le nuvole para Emma, primer sencillo del álbum A me piace così. En el 2011 escribe y compone, siempre con Antonio Galbiati, Nelle mie favole para Diana Del Bufalo. Además colabora en la banda sonora de la película La patente de Alessandro Palazzi.
En ocasión del Festival de Sanremo 2012 escribe y compone para Francesco Renga, junto a él y a Diego Mancino la canción La tua bellezza que alcanza el octavo sitio en la categoría artisti, obteniendo también éxito comercial. 
En abril sale Senza Sorridere el segundo single del disco Fermoimmagine de Francesco Renga, salido en simuntáneo con Sanremo, escrito y compuesto con Diego Mancino y el propio Francesco Renga. El año siguiente está nuevamente presente en calidad de autor en el Festival de Sanremo 2013; escribe y compone junto a Antonio Galbiati, la canción Scintille para Annalisa. Para esta última escribe y compone gran parte de las canciones contenidas en el tercer álbum en estudio de la cantante, Non so ballare entre las cuales también se encuentra el segundo single, Alice e il blu.
Es coautor de dos canciones interpretadas por Chiara en su primer álbum en estudio, Un posto nel mondo: Vieni con me y Qualcosa da fare.
En el mismo periodo es también coautor de dos canciones contenidas en el álbum Schiena de Emma, In ogni angolo di me y Se rinasci, y también coautor de una canción  de Marco Mengoni, Non me ne accorgo.
En el 2014 participa en el Festival de Sanremo 2014 como autor de las canciones Un uomo è un albero de Noemi, Ti porto a cena con me de Giusy Ferreri, Il cielo è vuoto de Cristiano De André.
Además el mismo año es autor con Diego Mancino de tres canciones interpretadas por Francesco Renga. Coescribe una canción  para los Dear Jack, Ricomincio da me y firma el sencillo Sempre sarai interpretado a dúo por Fiorella Mannoia y Moreno.
El 2015 es el año de la confirmación como compositor y de los éxitos con 9 platinos. 5 discos de platino para la canción Magnífico de Fedez, doble disco de platino con Marco Mengoni para Io ti aspetto y disco de platino para Occhi profondi escrita para Emma.
En el 2015 compone Luca lo stesso para Luca Carboni, que conquista un disco de platino volviéndose una de las canciones del año.
En el 2016 es protagonista de otros éxitos: Dos discos de oro con Luce che entra con Lorenzo Fragola e Il Paradiso non esiste con Emma Marrone, y 7 discos de platino: uno con Noi siamo infinito de Alessio Bernabei, 2 con Sul ciglio senza far rumore de Alessandra Amoroso y 4 platinos con Assenzio de J-Ax & Fedez.
El 2017 es el año de la consagración con 11 discos de platino, firma el hit del verano con Riccione de los Thegiornalisti (4 platinos) y Pamplona de Fabri Fibra (también 4 platinos). En el mismo año participa en las canciones Pezzo di me de Levante (1 platino) y Partiti adesso de Giusy Ferreri (1 platino), esta última convirtiéndose en la canción más transmitida en radio.
En el 2018 se confirma como productor. Participa junto con Tommaso Paradiso en la realización del álbum Love de los Thegiornalisti con los sencillos Felicità puttana (doble platino), Questa nostra stupida canzone d’amore (también doble platino) y New York, en el cual aparece tocando un piano blanco en el  vídeo oficial . La canción llegó al séptimo puesto de la lista oficial italiana.
El año 2018 es particularmente prolífico, trabajando en La stessa de Alessandra Amoroso (disco de oro), Dall'alba al tramonto de Ermal Meta (disco de oro), Se piovesse il tuo nome de Elisa (doble platino), Nero Bali de Elodie, Michele Bravi y Guè Pequeno (doble platino), Vulcano de Francesca Michielin (disco de platino) y Uh Ah Hey de Sfera Ebbasta.
En el 2019 es coautor y productor, junto con Charlie Charles de la canción Soldi, con la que Mahmood vence la 69.ª edición del Festival de Sanremo, y, como el mismo Mahmood ha declarado en la conferencia de prensa posterior, fue Dardust quien armó la estructura de la canción, introduciendo entre otros el "clap clap" típico del estribillo. Después de la participación en el Eurovision Song Contest 2019 y la victoria del premio a la mejor composición musical, la canción alcanza 4 discos de Platino en Italia, 3 en España, 1 en Grecia y alcanza la cima de la lista de ventas en Israel. El 26 de abril se publica el sencillo Calipso producido junto a Charlie Charles con la colaboración de tres artistas; Mahmood, Sfera Ebbasta y Fabri Fibra (triple platino). Este es un año particularmente prolífico, ya que firma las canciones Nuova Era para Jovanotti (disco de oro); Maradona y Pelè para Thegiornalisti (disco de platino); Visti dall’Alto para Rkomi (disco de oro); Prima di Partire para Luca Carboni y Giorgio Poi.
También en 2019, produce junto a Charlie Charles "Barrio" para Mahmood, publicado el 30 agosto.
En 2020 produce y coescribe la canción "Andromeda" junto con Mahmood y presentada por Elodie en la 70.ª edición del Festival de Sanremo. La canción obtuvo un gran apoyo por parte del público, sin embargo no consiguió vencer acabando en séptima posición.

### Dardust
Dardust es el nombre artístico de Dario Faini y de su proyecto personal formado en el 2014 y todavía en curso. 
El género musical del proyecto es neoclásico/electrónico: Dardust apareció en la escena musical como el primer proyecto italiano de música instrumental capaz de unir el mundo minimalista del piano con el imaginario electrónico de matriz noreuropea. 
El nombre es un homenaje irónico a Ziggy Stardust, el célebre personaje encarnado por David Bowie, que ha inspirado el imaginario “espacial” de todo el proyecto y por otra parte es un tributo al duo Dust Brothers, conocidos con su nombre actual Chemical Brothers. El encuentro entre el nombre de Dario Faini y el concepto“Dust” confluye así en el universo Dardust.

#### La trilogía
El recorrido inicial de Dardust está organizado en tres discos que forman una trilogía que recorre el eje geográfico Berlín, Reykjavík y Londres, las tres ciudades inspiradoras del imaginario musical de Dario.

#### "7"
A inicio 2014 Dardust parte para Berlín para la escritura y las grabaciones del álbum de debut, “7”. El álbum se graba en el histórico Funkhaus studio, y el título recoge un concepto bien preciso: siete canciones, grabadas en siete días y producidas en siete meses. El 3 de noviembre de 2014 sale el sencillo Sunset on M. que debuta en el primer puesto de la lista de ventas iTunes Clásica. El vídeo que lo acompaña el sencillo, dirigido por Tiziano Russo, tiene como protagonista un astronauta que se vuelve niño y por lo tanto pierde sus recuerdos, y es un claro tributo a la película de Nicolas Roeg The Man Who Fell to Earth  donde un histriónico David Bowie interpreta al alienígena Thomas Jerome Newton.
El 2 marzo sale el álbum “7” , a través del sello INRI/Universal Music Publishing Ricordi, que obtiene muy buena valoración de crítica y público y se establece enseguida a la segunda posición de los álbumes más vendidos en iTunes Clásica.

#### "Birth"
Grabado en el Sundlaugin Studio de Reykjavík (la histórica casa/estudio de los Sigur Rós, pero también lugar de creación de los trabajos de Jon Hopkins, Damien Rice, etc.), el nuevo álbum “Birth" exalta las dos almas fundadoras de Dardust, la neoclásica y la electrónica, creando un claro desapego con "7", el álbum debut. En “Birth" se hace más acentuado al dividir conceptualmente el disco en dos partes claramente reconocibles: 5 canciones “slow” , que se emparentan al recorrido neoclásico emprendido con “7 ” y 5 canciones “loud”, que llevan el sonido hacia el tercer capítulo de la trilogía discográfica proyectándose en las atmósferas londinenses. 
La canción Lost and Found se usa como banda sonora de "Hyundai - Hope detector", aviso publicitario transmitido durante el Super Bowl LII en 2018.
En septiembre de 2019, Dardust anuncia una nueva colaboración discográfica con Sony Masterworks y Artist First.

## Discografía

### Como Dario Dust
- 2008 - Improvvisamente piove

### Con los Elettrodust
Álbum en estudio
- 2004 - My Personal Rave

Sencillos
- 2003 - Blu
- 2004 - My Personal Rave
- 2004 - Nanana
- 2005 - The Right Crash!

EP
- 2000 - Elettrodust

Vídeo
- 2003 - Blu

### Como Dardust
Álbum
- 2015 - 7
- 2016 - Birth
- 2020 - S.A.D. Storm and Drugs

Vídeo
- 2014 - Sunset on M.
- 2015 - Invisibile ai tuoi occhi
- 2016 - The Wolf
- 2016 - Birth
- 2019 - Sublime

### Con los Ki-Mono
- 2007 - Loops Can Kill

## Tour

### Con losElettrodust
- 2003 - Blutour (Tour nacional de 30 fechas, fecha cero en el Palafolli de Ascoli Piceno)
- 2004 - My Personal Rave Tour 2004

## Autor y compositor por otros cantantes
| Año  | Título                                                                                                  | Artista                            | Disco                                   |
| ---- | --- | ---------------------------------- | --------------------------------------- |
| 2002 | Style                                                                                                   | Ivana Spagna                       | Woman                                   |
| 2007 | Le tue parole (autor con Irene Grandi; compositor único)                                                | Irene Grandi                       | Irenegrandi.hits                        |
| 2008 | Ogni istante che vivrai                                                                                 | Mario Nunziante                    | Ogni istante che vivrai                 |
| 2010 | Punto di domanda (autor y compositor con Antonio Galbiati)                                              | Alessandra Amoroso                 | Il mondo in un secondo                  |
| 2010 | Il mondo in un secondo (autor y compositor con Antonio Galbiati)                                        | Alessandra Amoroso                 | Il mondo in un secondo                  |
| 2010 | Semplicemente così (autor y compositor con Antonio Galbiati)                                            | Alessandra Amoroso                 | Il mondo in un secondo                  |
| 2010 | Il cuore non dimentica (autor único de la letra; compositor Antonio Galbiati)                           | Marco Carta                        | Il cuore muove                          |
| 2010 | Con le nuvole (autor Roberto Casalino; compositor junto a Roberto Casalino)                             | Emma                               | A me piace così                         |
| 2010 | Dimmi che senso ha (autor y compositor con Antonio Galbiati)                                            | Emma                               | A me piace così                         |
| 2010 | Petali (autor y compositor con Antonio Galbiati)                                                        | Emma                               | A me piace così                         |
| 2011 | Nelle mie favole (autor y compositor con Antonio Galbiati)                                              | Diana Del Bufalo                   | Amici 10                                |
| 2011 | Pioggia cadrà (autor y compositor con Massimo Greco)                                                    | Antonino                           | Costellazioni                           |
| 2011 | Ovest (autor y compositor con Massimo Greco)                                                            | Antonino                           | Costellazioni                           |
| 2011 | Cado giù (autor Roberto Casalino; compositor único de la música; Título original Cado giù come neve)    | Annalisa                           | Nali/Amici 10                           |
| 2011 | Inverno                                                                                                 | Annalisa                           | Nali/Amici 10                           |
| 2011 | Dove finisce la notte (autor y compositor con Antonio Galbiati)                                         | Emma                               | Sarò libera                             |
| 2011 | Protagonista (autor y compositor con Andrea Amati)                                                      | Emma                               | Sarò libera                             |
| 2011 | Com'è semplice (autor y compositor con Roberto Casalino)                                                | Francesca Nicolì                   | Kekka                                   |
| 2011 | Improvvisamente piove                                                                                   | Francesca Nicolì                   | Kekka                                   |
| 2011 | Quante volte (autor y compositor con con Andrea Amati)                                                  | Francesca Nicolì                   | Kekka                                   |
| 2011 | Dentro me                                                                                               | Luca Napolitano                    | Fino a tre                              |
| 2011 | Risvegli (autor y compositor con Massimo Greco)                                                         | Luca Napolitano                    | Fino a tre                              |
| 2012 | La tua bellezza (autor y compositor con con Francesco Renga y Diego Mancino)                            | Francesco Renga                    | Fermoimmagine                           |
| 2012 | Senza sorridere (autor y compositor con Francesco Renga y Diego Mancino)                                | Francesco Renga                    | Fermoimmagine                           |
| 2012 | La mail che non ti ho scritto (autor con Giulia Anania; compositor con Giulia Anania y Emiliano Cecere) | Giulia Anania                      | Giulia Anania                           |
| 2012 | La bella stagione (autor con Giulia Anania)                                                             | Giulia Anania                      | Giulia Anania                           |
| 2012 | Non cambiare mai (autora Giulia Anania; compositor único de la música)                                  | Annalisa                           | Mentre tutto cambia                     |
| 2012 | Ancora un'altra volta (autor y compositor con Roberto Casalino)                                         | Annalisa                           | Mentre tutto cambia                     |
| 2012 | Per te (autor y compositor con Roberto Casalino)                                                        | Annalisa                           | Mentre tutto cambia                     |
| 2012 | Lucciole (autor y compositor con Andrea Amati)                                                          | Annalisa                           | Mentre tutto cambia                     |
| 2012 | Ottovolante (autor y compositor con Antonio Galbiati)                                                   | Annalisa                           | Mentre tutto cambia                     |
| 2012 | Tra due minuti è primavera (autor Roberto Kunstler; compositor único de la música)                      | Annalisa                           | Mentre tutto cambia                     |
| 2012 | Prato di orchidee (autor Roberto Casalino; compositor con Roberto Casalino)                             | Annalisa                           | Mentre tutto cambia                     |
| 2012 | Chiudi gli occhi (autor y compositor con Antonio Galbiati)                                              | Marco Carta                        | Necessità lunatica                      |
| 2012 | Non sarà lo stesso (autor con Roberto Casalino)                                                         | Valeria Romitelli                  | Amici 2012                              |
| 2012 | Solo un'ora (autor con Emiliano Cecere)                                                                 | Ottavio De Stefano                 | Solo un'ora                             |
| 2012 | L'amore più grande che c'è                                                                              | Ottavio De Stefano                 | Solo un'ora                             |
| 2013 | Scintille (Radio Version) (autor y compositor con Antonio Galbiati)                                     | Annalisa                           | Sanremo 2013 (compilation)              |
| 2013 | Scintille (autor y compositor con Antonio Galbiati)                                                     | Annalisa                           | Non so ballare                          |
| 2013 | Alice e il blu                                                                                          | Annalisa                           | Non so ballare                          |
| 2013 | Ed è ancora settembre (autor y compositor con Emiliano Cecere, Fabio Campedelli y Andrea Amati)         | Annalisa                           | Non so ballare                          |
| 2013 | Spara amore mio (autor y compositor con Ermal Meta)                                                     | Annalisa                           | Non so ballare                          |
| 2013 | Meraviglioso addio (autor con Fabio Campedelli; compositor único de la música)                          | Annalisa                           | Non so ballare                          |
| 2013 | Vieni con me (autor con Ermal Meta)                                                                     | Chiara                             | Un posto nel mondo                      |
| 2013 | Qualcosa da fare (autor con Diego Mancino)                                                              | Chiara                             | Un posto nel mondo                      |
| 2013 | In ogni angolo di me (autor y compositor con Alessandro Raina y Emma)                                   | Emma                               | Schiena                                 |
| 2013 | Se rinasci (autor Niccolò Agliardi; compositor único de la música)                                      | Emma                               | Schiena                                 |
| 2013 | Non me ne accorgo (autor y compositor con Marco Mengoni y Piero Romitelli)                              | Marco Mengoni                      | Pronto a correre                        |
| 2014 | Ricomincio da me (autor y compositor con Piero Romitelli)                                               | Dear Jack                          | Domani è un altro film (Prima parte)    |
| 2014 | Un uomo è un albero                                                                                     | Noemi                              | Made in London                          |
| 2014 | Ti porto a cena con me                                                                                  | Giusy Ferreri                      | L'attesa                                |
| 2014 | Il cielo è vuoto                                                                                        | Cristiano De André                 | Come in cielo così in guerra            |
| 2015 | Magnifico (feat. Francesca Michielin)                                                                   | Fedez                              | Sig. Brainwash - L'arte di accontentare |
| 2015 | Io ti aspetto                                                                                           | Marco Mengoni                      | Parole in circolo                       |
| 2015 | Occhi profondi                                                                                          | Emma                               | Adesso                                  |
| 2015 | Luca lo stesso                                                                                          | Luca Carboni                       | Pop-up                                  |
| 2016 | Noi siamo infinito (autor y compositor junto a Ivan Amatucci y Roberto Casalino)                        | Alessio Bernabei                   | Noi siamo infinito                      |
| 2016 | Luce che entra                                                                                          | Lorenzo Fragola                    | Zero Gravity                            |
| 2016 | Il paradiso non esiste                                                                                  | Emma Marrone                       | Adesso                                  |
| 2017 | Non me ne frega niente                                                                                  | Levante                            | Nel caos di stanze stupefacenti         |
| 2017 | Pezzo di me (feat. Max Gazzè)                                                                           | Levante                            | Nel caos di stanze stupefacenti         |
| 2017 | Gesù Cristo sono io                                                                                     | Levante                            | Nel caos di stanze stupefacenti         |
| 2017 | Assenzio (feat. Stash, Levante)                                                                         | J-Ax e Fedez                       | Comunisti col Rolex                     |
| 2017 | Meglio tardi che noi                                                                                    | J-Ax e Fedez                       | Comunisti col Rolex                     |
| 2017 | Pamplona (feat. Thegiornalisti)                                                                         | Fabri Fibra                        | Fenomeno                                |
| 2017 | Riccione                                                                                                | Thegiornalisti                     |                                         |
| 2017 | Senza                                                                                                   | Thegiornalisti                     |                                         |
| 2017 | Vulcano                                                                                                 | Francesca Michielin                | 2640                                    |
| 2017 | Tropicale                                                                                               | Francesca Michielin                | 2640                                    |
| 2017 | Partiti adesso                                                                                          | Giusy Ferreri                      | Girotondo                               |
| 2017 | I miei rimedi                                                                                           | Noemi                              | La luna                                 |
| 2018 | New York (autor y compositor junto a Tommaso Paradiso)                                                  | Thegiornalisti                     | Love                                    |
| 2018 | Questa nostra stupida canzone d'amore                                                                   | Thegiornalisti                     | Love                                    |
| 2018 | Felicità puttana                                                                                        | Thegiornalisti                     | Love                                    |
| 2018 | Se piovesse il tuo nome                                                                                 | Elisa                              | Diari aperti                            |
| 2018 | Dall'alba al tramonto                                                                                   | Ermal Meta                         | Non abbiamo armi                        |
| 2018 | Nero Bali                                                                                               | Elodie, Michele Bravi, Gué Pequeno |                                         |
| 2018 | Uh Ah Hey                                                                                               | Sfera Ebbasta                      | Rockstar                                |
| 2019 | Soldi (escrita y producida junto a Charlie Charles)                                                     | Mahmood                            | Gioventù bruciata                       |
| 2019 | Nuova Era                                                                                               | Jovanotti                          | Jova Beach Party                        |
| 2019 | Maradona y Pelé                                                                                         | Thegiornalisti                     |                                         |
| 2019 | Visti dall'alto                                                                                         | Rkomi                              | Dove gli occhi non arrivano             |
| 2019 | Calipso (feat. Mahmood, Fabri Fibra, Sfera Ebbasta)                                                     | Charlie Charles                    |                                         |
| 2019 | Prima di partire (feat. Giorgio Poi)                                                                    | Luca Carboni                       | Sputnik                                 |
| 2019 | Barrio (escrita y producida con Charlie Charles)                                                        | Mahmood                            |                                         |
| 2019 | Non avere paura                                                                                         | Tommaso Paradiso                   |                                         |
| 2019 | Tsunami                                                                                                 | Eugenio in Via Di Gioia            |                                         |
| 2019 | Vento sulla Luna (feat. Rkomi)                                                                          | Annalisa                           |                                         |
| 2020 | Rapide                                                                                                  | Mahmood                            |                                         |
| 2020 | Andromeda                                                                                               | Elodie                             | This Is Elodie                          |
| 2020 | Eden | Rancore                            |                                         |